# Илемијски троугао
Илемијски троугао (енгл. Ilemi Triangle) је спорна територија у источној Африци на тромеђи између Јужног Судана, Кеније и Етиопије. Захвата површину од приближно 10 до 14.000 km² и слабо је насељена. Име је добила по вођи нароња Ањуак — Илемију Аквону. Територију сматрају својом и Јужни Судан и Кенија. Спор је настао још 1902. године, а de facto управу над Илемијским троуглом има влада Кеније.

## Одлике
Илемијски троугао се налази у крајњем југоисточном делу Јужног Судана у вилајету Источна Екваторија, тј. на крајњем северу Кеније, северозападно од језера Туркана. Геолошка грађа територије је једноставна — на северу и југу се истичу узвишења настала вулканским изливима базалта, Вата Пет и Локванамору, са надморским висинама од 500-1.700 метара. Између њих су мочварна и барска земљишта са глиновито-песковитом основом. Клима региона је субекваторијална са средњим годишњим температурама до 25-28 °C и падавинама изнад 1.000 милиметара. Разликују се кишно и сушно доба године. У погледу вегетације најзаступљеније су травне и саванске формације.

## Становништво
Територија Илемијског троугла је слабо насељена. Постоји неколико мањих насеља и то највише у пограничном појасу са Етиопијом, међу којима су најзначајнији Ливан, Лотојбок и Локвор. Народ Туркана, који живи номадским начином живота, сели се у ове крајеве због испаше и сезонски плодне земље. Осим њих у Илемијском троуглу живе и племена Дидинга, Топаса и Њангатом. Будући да се налази на периферији држава (Јужног Судана и Кеније), а природно и економски је врло сиромашан, статус територије је остао нерешен.

## Историја
Прво разграничење на овим просторима успоставио је краљ Менелик II од Етиопије, прогласивши све територије до језера Туркана својим почетком ХХ века. Већ 1902. године успостављена је граница између Британског Судана и Етиопије, која је добила име по капетану Филипу Моду, па је названа „Модова линија“. Њен статус званично је потврђен 6. децембра 1907. године на основу Британско-етиопског споразума. За време и након Првог светског рата етиопске власти су наоружавале народ Њангатом који је нападао локално становништво око језера Туракана. Године 1928. суданске власти су дозволиле кенијским војним снагама да пређу „Модову линију“ са циљем да заштите народ Туркана од учесталих напада.
Током 1934. године суданске и кенијске власти су утврдиле нову границу која је била нешто северније и представљала је крајњи домет номада народа Туркана. Граница је постала позната као „Црвена линија“ и званично је потврђена 1938. године. Током Другог светког рата дошло је до новог сукоба локалних племена, а након повлачења Италије, британске трупе су окупирале Илемијски троугао 1941. године. Убрзо затим, њихове војне трупе су успоставиле нову границу познату као „Плава линија“, која се простирала нешто северније од „Црвене“. У истом периоду, тачније 1950. године суданске власти су утврдиле своју патролну границу и забраниле њен прелазак номадима из Кеније и Етиопије.
Период између 1955. и 1980. године протекао је у de facto управи кенијских власти над троуглом, будући да је у Судану вођен грађански рат. Почетком 1990-их захладнели су односи између Етиопије и Кеније због међусобног наоружавања локалних племена. Независношћу Јужног Судана од јула 2011. године Влада северног Судана пренела је овлашћења везана за спорну територију на ову новоформирану државу.

## Галерија
- Илемијски троугао
- Илемијски троугао топографија
- Илемијски троугао сателит

4° 59′ 29″ N 35° 19′ 39″ E / 4.99139° С; 35.32750° И